# کروکودیل داندی در لس آنجلس
کروکودیل داندی در لس آنجلس (به انگلیسی: Crocodile Dundee in Los Angeles) یا کروکودیل داندی ۳ فیلمی محصول سال ۲۰۰۱ و به کارگردانی سایمن وینسر است. در این فیلم بازیگرانی همچون پل هوگان، لیندا کازلاوسکی، جری برنز، جاناتان بنکس، آیدا تورتورو، پال رودریگز ایفای نقش کرده‌اند.
این فیلم دنباله فیلم‌های کروکودیل داندی و کروکودیل داندی ۲ است.

## داستان
مایکل «کروکودیل» دانـدی همراه با سو چارلتون و پسر خردسالشان «مایکی» در نواحی دورافتادهٔ استرالیا زندگی می‌کند. شکار کروکودیل غیرقانونی شده و میک برای امرار معاش مجبور است با کروکودیل‌ها کشتی نمایشی بگیرد و تماشاگران گردشگر را سرگرم کند. رقیب او در این کار، بقا‌یافته‌ای دیگر از دل طبیعت به نام «جاکو» است. زمانی‌که فرصتی برای سو پیش می‌آید تا رئیس دفتر لس‌آنجلس روزنامهٔ پدرش شود، میک و خانواده‌اش از اقیانوس آرام عبور کرده و به کالیفرنیا می‌روند.
در آمریکا، میک و پسرش هر دو با اهالی محل برخوردهایی دارند که به سوءتفاهم‌های فرهنگی می‌انجامد. میک به‌صورت آماتور و مخفیانه نقش کارآگاه را بر عهده می‌گیرد تا راز مرگ مشکوک جانشین قبلی همسرش در روزنامه را کشف کند، در حالی‌که مایکی در مدرسهٔ محلی ثبت‌نام می‌کند و خیلی زود با مهارت‌های بقای خود در طبیعت، معلمان و همکلاسی‌هایش را تحت تأثیر قرار می‌دهد. از آن‌جا که رسیدگی به پرونده بیشتر وقت آن‌ها را گرفته، میک و سو از جاکو می‌خواهند از پسرشان نگهداری کند؛ و بلافاصله میان جاکو و معلم مایکی علاقه‌ای شکل می‌گیرد.
روشن می‌شود که خبرنگار کشته‌شده در حال تحقیق دربارهٔ یک استودیوی فیلم‌سازی بوده؛ استودیویی که قصد دارد دنباله‌ای بر فیلم فیلم اکشن ناموفقی به نام مامور مرگبار بسازد. میک وقتی متوجه می‌شود چند تابلو نقاشی از اروپای جنوبی به صحنهٔ فیلم‌برداری آورده شده‌اند، مشکوک می‌شود؛ ابتدا گمان می‌کند ماجرا مربوط به قاچاق مواد مخدر است، اما بعد معلوم می‌شود که این آثار هنری، تابلوهای مفقودشدهٔ یک موزه در یوگسلاوی سابق هستند که تصور می‌رفت در جنگ‌های یوگسلاوی از بین رفته‌اند. این آثار قرار است در فیلم به‌عنوان دکور ظاهر شده و ظاهراً در صحنه‌ای آتش‌زده شوند، ولی در واقع در آن لحظه با نسخه‌های بدل جایگزین خواهند شد.
میک، سو و جاکو تلاش می‌کنند یکی از این تابلوها را به‌عنوان مدرک به‌دست آورند، اما با مدیر استودیو و افرادش درگیر می‌شوند. آن‌ها با استفاده از دکورهای استودیو و سه شیر فیلم‌برداری‌شده، خلاف‌کاران را شکست می‌دهند، پرونده را حل می‌کنند و به استرالیا بازمی‌گردند؛ جایی که در پایان رسماً با هم ازدواج می‌کنند.